# Mährisches Tagblatt
Das Mährische Tagblatt war eine deutschsprachige Tageszeitung, die von 1880 bis 1945 in Olmütz erschien. Ein Redakteur der Zeitung war Wilhelm Seethaler. Der erste Herausgeber war Josef Groák. Nach ihm wurde das Mährische Tagblatt von Hugo Groák herausgegeben.